# Čínská fotbalová reprezentace do 20 let
Čínská fotbalová reprezentace do 20 let reprezentuje  Čínu na mezinárodních turnajích, jako je Mistrovství světa ve fotbale hráčů do 20 let.

## Mistrovství světa
| Rok    | Účast                                           | Soupisky |
| ------ | ----------------------------------------------- | -------- |
| 1977   | nekvalifikovali se                              |          |
| 1979   | nekvalifikovali se                              |          |
| 1981   | nekvalifikovali se                              |          |
| 1983   | nepostoupili ze skupiny                         |          |
| 1985   | Vyřazení ve čtvrtfinále SSSR                    |          |
| 1987   | nekvalifikovali se                              |          |
| 1989   | nekvalifikovali se                              |          |
| 1991   | nekvalifikovali se                              |          |
| 1993   | nekvalifikovali se                              |          |
| 1995   | nekvalifikovali se                              |          |
| 1997   | nepostoupili ze skupiny                         |          |
| 1999   | nekvalifikovali se                              |          |
| 2001   | Vyřazení v osmifinále Argentinou                |          |
| 2003   | nekvalifikovali se                              |          |
| 2005   | Vyřazení v osmifinále Německem                  |          |
| 2007   | nekvalifikovali se                              |          |
| 2009   | nekvalifikovali se                              |          |
| 2011   | nekvalifikovali se                              |          |
| 2013   | nekvalifikovali se                              |          |
| 2015   |                                                 |          |
| Celkem | účast – 5× zlato – 0×, stříbro – 0×, bronz – 0× |          |